# Marco Piccinini
Marco Piccinini (* 1952 in Rom) ist ein ehemaliger Teamchef der Scuderia Ferrari.

## Karriere
Marco Piccinini studierte Architektur in Rom und kam während seiner Studienzeit erstmals mit dem Motorsport in Kontakt, als er für ein italienisches Formel-3-Team arbeitete. Bereits in den 1960er-Jahren verlegte er seinen Wohnsitz nach Monaco und begann eine Karriere im Bankwesen.
1974 gehörte er zu den Gründungsmitgliedern der ersten monegassischen Rennwagen-Manufaktur Société Monégasque de Constructions Automobiles MP. 1975 stieg er ins Direktorat einer monegassischen Bank auf und kam 1977 als Berater zu Ferrari.
Unter Enzo Ferrari stieg er rasch auf und war bis Mitte der 1990er-Jahre in unterschiedlichen Funktionen für die italienische Marke tätig. Piccinini war Rennleiter und Teamchef der Scuderia und verhandelte für den Rennstall das Concorde Agreement mit der FIA. Nach seinem Weggang von Ferrari war er in vielen amtlichen und ehrenamtlichen Funktionen tätig. So war er von 1988 bis 2008 Vizepräsident der FIA und von 1993 bis 1994 Präsident des italienischen Automobilverbandes.
Piccinini ist nach wie vor Mitglied in Aufsichtsräten und Clubs wie dem Monte Carlo Country Club. Von 1997 bis 2000 war er Chairman der italienischen Americas-Cup-Kampagne, die mit der Yacht Luna Rossa erst im Finale dem Team New Zealand unterlag.
Im Jahr 2010 wurde Piccinini, inzwischen monegassischer Staatsbürger, Botschafter des Fürstentums in der Volksrepublik China und in Indien. Im Januar 2011 wurde er dann zum Regierungsrat von Monaco und Leiter des Departements für Finanzen und Wirtschaft der monegassischen Regierung ernannt; diesen Posten hatte er bis zu seinem Rücktritt im Oktober 2012 inne. Im März 2013 wurde dann bekannt, dass er als stellvertretender Chairman dem Board of Directors der Firma ABR Management beitritt. Von September 2023 bis März 2024 war Piccinini erneut Regierungsrat und Minister für Finanzen und Wirtschaft des Fürstentums Monaco.